# Don Mueang
Don Mueang est l’un des 50 khets de Bangkok, Thaïlande.

## Points d'intérêt
- Aéroport international Don Muang